# Izushi-jinja

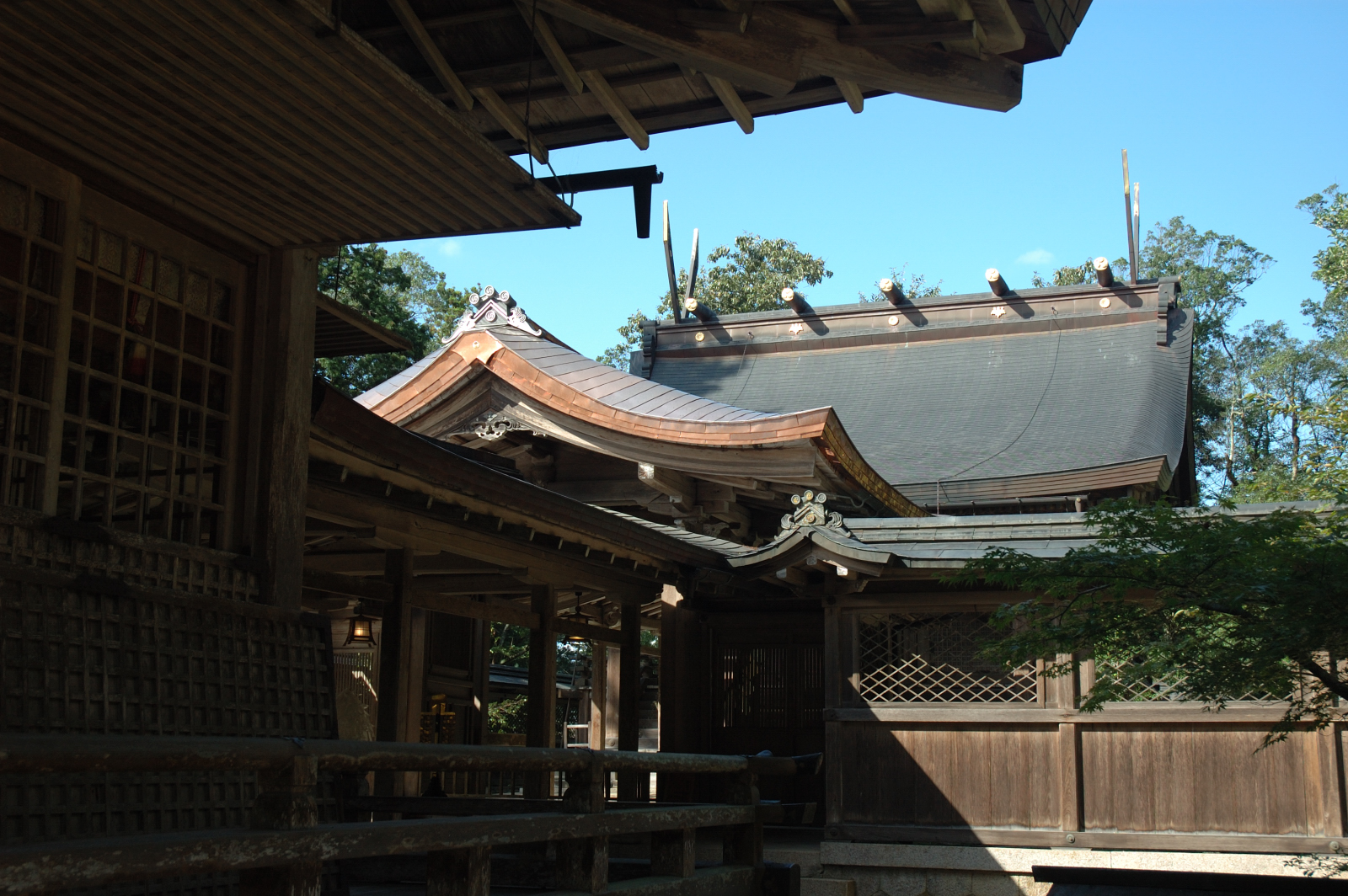
L'Izushi-jinja.

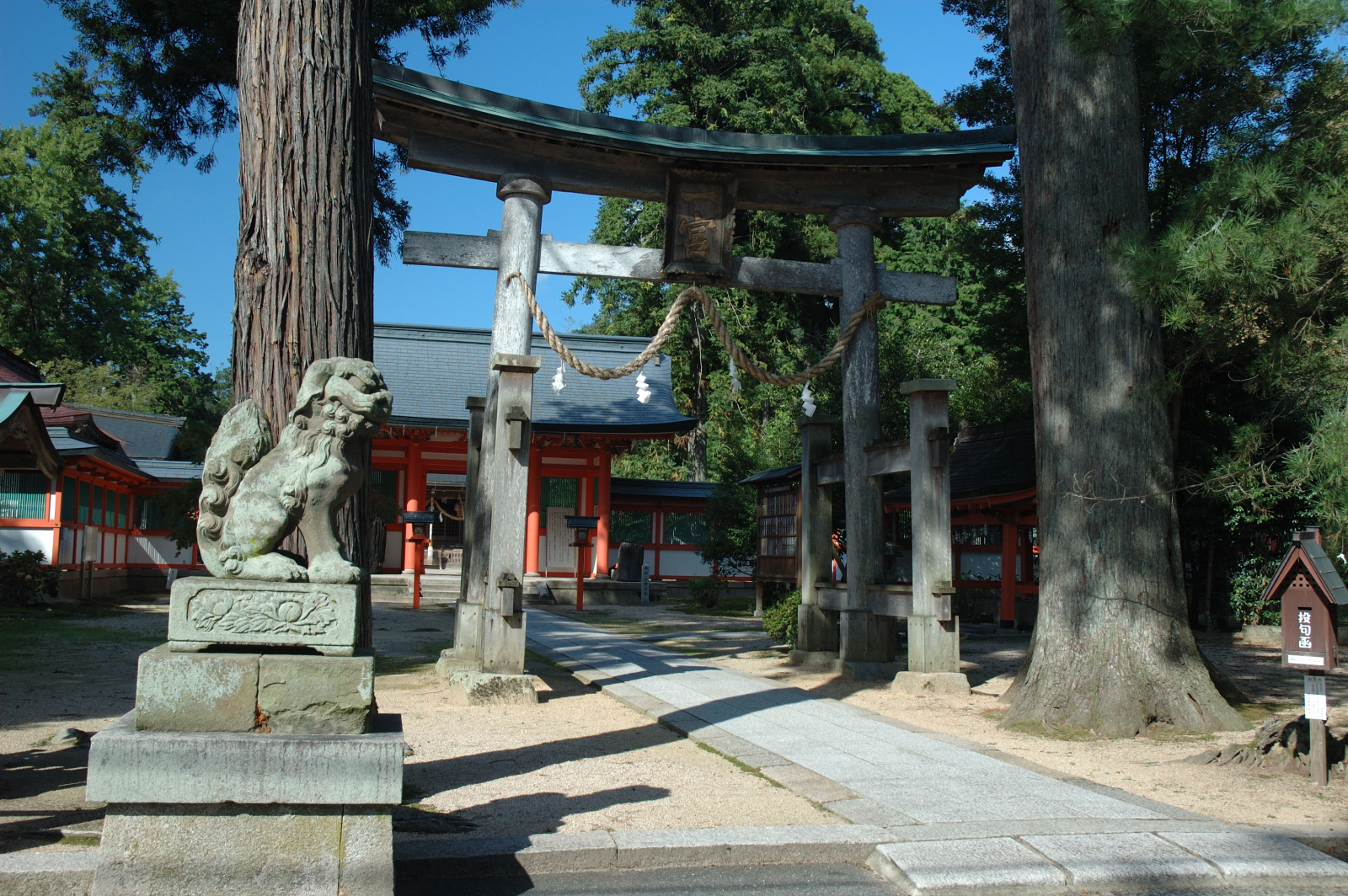
Torii du sanctuaire.

L'Izushi-jinja (出石神社) est un sanctuaire shinto situé à l'ouest de la ville de Toyooka, préfecture de Hyōgo, au Japon.

## Histoire
Les documents historiques présentent des récits contradictoires au sujet de la fondation du sanctuaire au Ier siècle av. J.-C.. Il est mentionné dans le Kojiki et le Nihonshoki.
L'Izushi-jinja est désigné sanctuaire shinto de tête (ichi-no-miya) pour l'ancienne province de Tajima. Ame no hiboko y est vénéré. Un passage dans le Nihongi au temps du règne de l'empereur Suinin mentionne le « divin trésor d'Izushi » (Izushi no kandakara) apporté au Japon par Ame no hihoko.
De 1871 jusqu'en 1946, Izushi fait officiellement partie des kokuhei-chūsha (国幣中社), ce qui signifie qu'il est classé au milieu de la liste du système moderne de classement des sanctuaires shinto d'importance nationale.

### Sources
- Louis-Frédéric Nussbaum et Käthe Roth, Japan Encyclopedia, Cambridge, Harvard University Press, 2005  (ISBN 0-674-01753-6 et 978-0-674-01753-5) (OCLC 58053128).
- Richard Ponsonby-Fane, Visiting Famous Shrines in Japan, Kyoto, Ponsonby Memorial Society, 1964 (OCLC 1030156).